# Leafie, A Hen into the Wild
Leafie, A Hen into the Wild (tiếng Hàn Quốc: 마당을 나온 암탉) là một bộ phim hoạt hình truyền hình Hàn Quốc năm 2011 mô tả sự tự do, ý chí và tình yêu bản năng của một người mẹ khi cô ấy nuôi một con vịt con được nhận nuôi.